# Edward Carson, baron Carson
Edward Henry Carson, baron Carson, född 9 februari 1854, död 22 oktober 1935, var en brittisk politiker och jurist.
Carson föddes och uppfostrades på Irland, och var fram till 1894 advokat i Dublin. Han taleskonst fick honom 1892 vald till underhuset och gjorde honom till en uppmärksammad advokat. Åren 1900–1905 var han solicitor general. Som politiker blev han dock inte särskilt uppmärksammad förrän ministären Asquith 1911 tog upp frågan om home rule för Irland på sitt program. Carson blev då en av de främsta talespersonerna för de nordirländska intressena och den engelsk-irländska unionen. 
Som Ulsterunionisternas ledare försökte han förmå överhuset att, trots ministärens hot att utnämna ett tillräckligt antal liberala pärer för att kunna vinna majoritet även i lordernas hus, förkasta regeringens home rule-förslag. Å Ulsters vägnar förklarade han också, att man med vapenmakt skulle motsätta sig varje försök att skilja det protestantiska Ulster från England och styra det med en katolsk regering och ett katolskt parlament i Dublin. Åtgärder vidtog också från Ulstermännens sida och under Carsons ledning organiserades en självständig, extralegal förvaltning för Nordirlands protestantiska delar och en väpnad frivilligkår till försvar för Ulsters självständighet gentemot det katolska Irland. Vid behandlingen av regeringens förslag till irländsk självstyrelse föreslog också Carson att Ulster skulle uteslutas från detsamma. Regeringens kompromissanbud till Ulster avvisades av Carson, och läget såg hotfullt ut. 
Då kom dock första världskriget och annullerade home rule-programmets genomförande och återställde freden mellan Ulster och Englands liberala regering. Ulsters frivilligkår – närmare 100.000 man – gick istället till stora delar ut till västfronten, och Carson ingick 1915 i Asquiths koalitionsregering som attorney general men avgick redan efter några månader på grund av missbelåtenhet med Storbritanniens balkanpolitik. I David Lloyd Georges koalitionsregering inträdde han dock som förste amiralitetslord i december 1916 och fick främst ägna sina krafter åt den brittiska flottans kamp mot det tyska ubåtskriget. I juli 1917 inträdde han i krigskabinettet utan portfölj. Han ägnade sig framför allt åt propagandan för krigets energiska slutförande. Troligen på grund av irländska frågan förnyade aktualitet avgick han dock ur kabinettet redan i januari 1918. 
Efter kriget hotade han på nytt med Ulsters väpnade motstånd, om Ulster skulle läggas under Irlands styrelse. Då Lloyd Georges förslag till reformering av Irlands författning gav särskild självstyrelse åt Ulster och bibehöll dess representation i det brittiska parlamentet, nedlade Carson sin opposition, då han ansåg sitt väsentliga mål vunnet. År 1921 blev Carson lord of appeal med plats för livstid i överhuset. Som politiker ägnade han sig även därefter främst åt den irländska frågan och bevakade Nordirlands intressen.